# Anacridium flavescens
Anacridium flavescens är en insektsart som först beskrevs av Fabricius 1793.  Anacridium flavescens ingår i släktet Anacridium och familjen gräshoppor. Inga underarter finns listade i Catalogue of Life.